# Panteísmo ateo
El panteísmo, considerado de un modo general, como una ideología filosófica, es, específicamente como una concepción del mundo por medio de la cual pueden integrarse ciertas tendencias filosóficas. Así, puede llamarse “panteísmo” a la doctrina que, enfrentándose con los términos “dios” y “mundo”, resuelve identificarlos. El panteísmo es, en esta línea, como puede verse, una clara variante del monismo.
El panteísmo tiende a negar la existencia de la realidad trascendente y de que todo cuanto existe es inmanente. Sostiene generalmente que el principio del mundo no es una persona sino que implica algo de naturaleza impersonal. Es posible reconocer además, diferentes variantes de panteísmo: Paul D. Feinberg, profesor de Teología bíblica y sistemática en la Trinity Evangelical Divinity School, identificó siete: hilozoísta, inmanentista, monista absoluto, monista relativista, acósmico, identidad de los opuestos, y neoplatónico o emanacionista.

## Panteísmo acosmista
El acosmismo concibe a Dios como la única realidad verdadera, a la cual se reduce el mundo, el cual es concebido como manifestación, desarrollo, emanación o incluso proceso (como una “teofanía”). Este panteísmo recibe el nombre de “panteísmo acosmista”. Tesis filosófica que niega la existencia del mundo sensible o solo la admite de un modo hipotético.

## Panteísmo ateo
Para el panteísmo ateísta el mundo es considerado la única realidad verdadera, de manera tal que se reduce a Dios. En este sentido, la divinidad es concebida como la unidad del mundo, principio (usualmente “orgánico”) de la naturaleza que no es otro que el mismo fin de la naturaleza entendida como autoconciencia del mundo.[cita requerida]